# Escursione nella canzone napoletana
Escursione nella canzone napoletana è il 7º album di Enzo di Domenico.L'album è una raccolta di famose canzoni napoletane arrangiate dal cantante.

## Tracce
1. 'A voce 'e mamma
2. Funtana all'ombra
3. Catena
4. Lettera napulitana
5. Chitarre 'e Napule
6. Comme 'o zuccaro
7. Tottonno 'e quagliarella
8. Adduormete
9. Tutt'e ssere
10. Munastero 'e santa Chiara
11. Cennere
12. Manname 'nu raggio 'e sole